# 次央 (空姐)
次央（？—）女，藏族，西藏拉萨人，藏族以及西藏历史上第一批空中小姐之一，也是这批空中小姐的代表。

## 生平
次央小时候看过日本电影《空中小姐》，很羡慕美丽的女主角在天上飞来飞去。1998年，次央从中国人民解放军西藏军区通讯兵退伍。此后，她当过装修公司销售员、1999年昆明世界园艺博览会西藏馆讲解员、中华人民共和国成立50周年西藏建设成就展解说员。
2000年6月，中国西南航空公司招收首批藏族空姐。经过一系列考核，在数百名应聘者中有15人被选中。这15位藏族空姐中，年龄最小者18岁，最大者24岁，均具有高中、中专以上文化水平。她们大多来自西藏自治区，也有的来自四川省。她们是：次央，才让卓玛，次仁拉姆，德庆卓嘎，达娃卓玛，普布卓玛，白吉，次珍，小次仁拉姆，祥秋旺姆，卓嘎，次旦白珍，次仁宗吉，次吉，次仁央金。
首批藏族空姐的诞生，受到西藏自治区、四川省乃至中国各地包括网络在内的不少媒体大量报道，以及日本《朝日新闻》等国际媒体关注。2000年9月5日，在15名藏族空姐离开西藏前，西藏自治区四大班子领导为她们举行欢送仪式。次央在仪式上代表15名藏族空姐发言。此后，她们在中国西南航空公司乘务培训中心完成为期3个多月的专业理论及服务技能培训，培训合格后取得乘务执照。在3个多月的培训期间，次央担任培训班班长。按照计划，她们将先后在单通道客机、双通道大型客机实习并取得正式上岗资格。此后她们将在中国西南航空公司国内、国际、港澳航线上工作。
2001年1月1日，15位藏族空姐在中国西南航空公司成都至拉萨SZ4401航班上首次亮相。次央等人被编入西南航空成都乘务部一中队。2002年，摄影家吴新华与全国妇联达成合作意向后，在3个月内到西藏自治区各地拍摄西藏女性，次央作为西藏女性的代表人物之一也被拍摄。